# 4932 Texstapa
4932 Texstapa је астероид главног астероидног појаса са средњом удаљеношћу од Сунца која износи 3,110 астрономских јединица (АЈ).
Апсолутна магнитуда астероида је 12,0.